# Krissie Illing

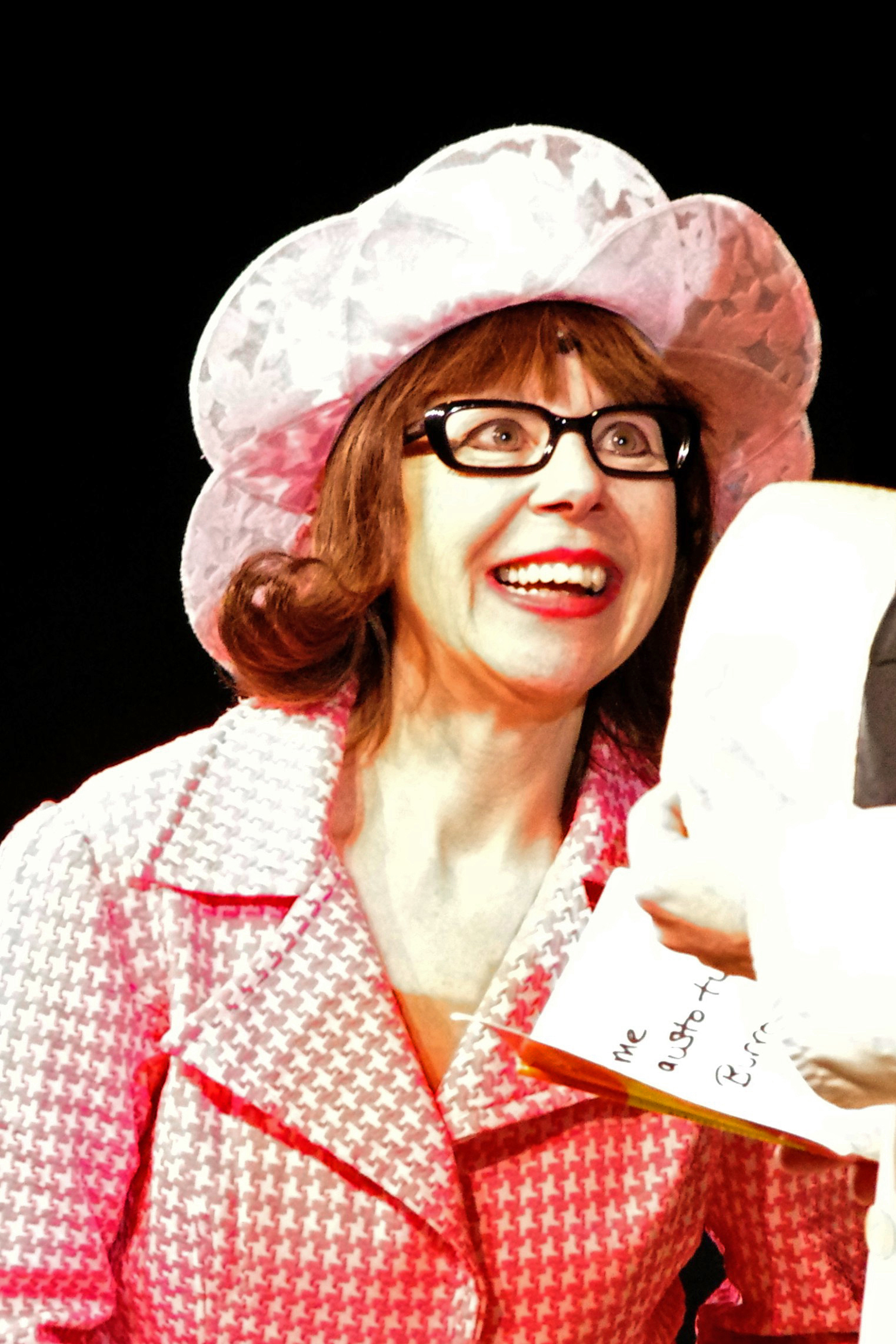
Krissie Illing als Wilma in Costa del Love (2014)

Krissie Illing (eigentlich Christine Elisabeth Illing; * 8. Dezember 1956 in Beckenham, London Borough of Bromley) ist eine britische Tänzerin, Schauspielerin, Entertainerin, Komikerin und Clown; gelegentlich tritt sie auch als Bauchrednerin auf.

## Leben
Bereits als Kind begeisterte sie sich für Ballett. Sie studierte in London Tanz an der Royal Academy of Dance und am The Dance Centre in Covent Garden. Nach Auftritten mit Patti Webb in Londoner Nachtklubs zog sie 1982 nach Paris, um die Kunst der Pantomime bei Étienne Decroux zu studieren. Wieder in London, traf sie 1984 Mark Britton, ging mit ihm auf Welttournee und an deutsche Bühnen.
Heute lebt Krissie Illing mit ihrem Mann, Chris Adams, der als Jongleur auftrat, im französischen Vaour unweit von Toulouse. Sie haben zwei Kinder.

## Wirken

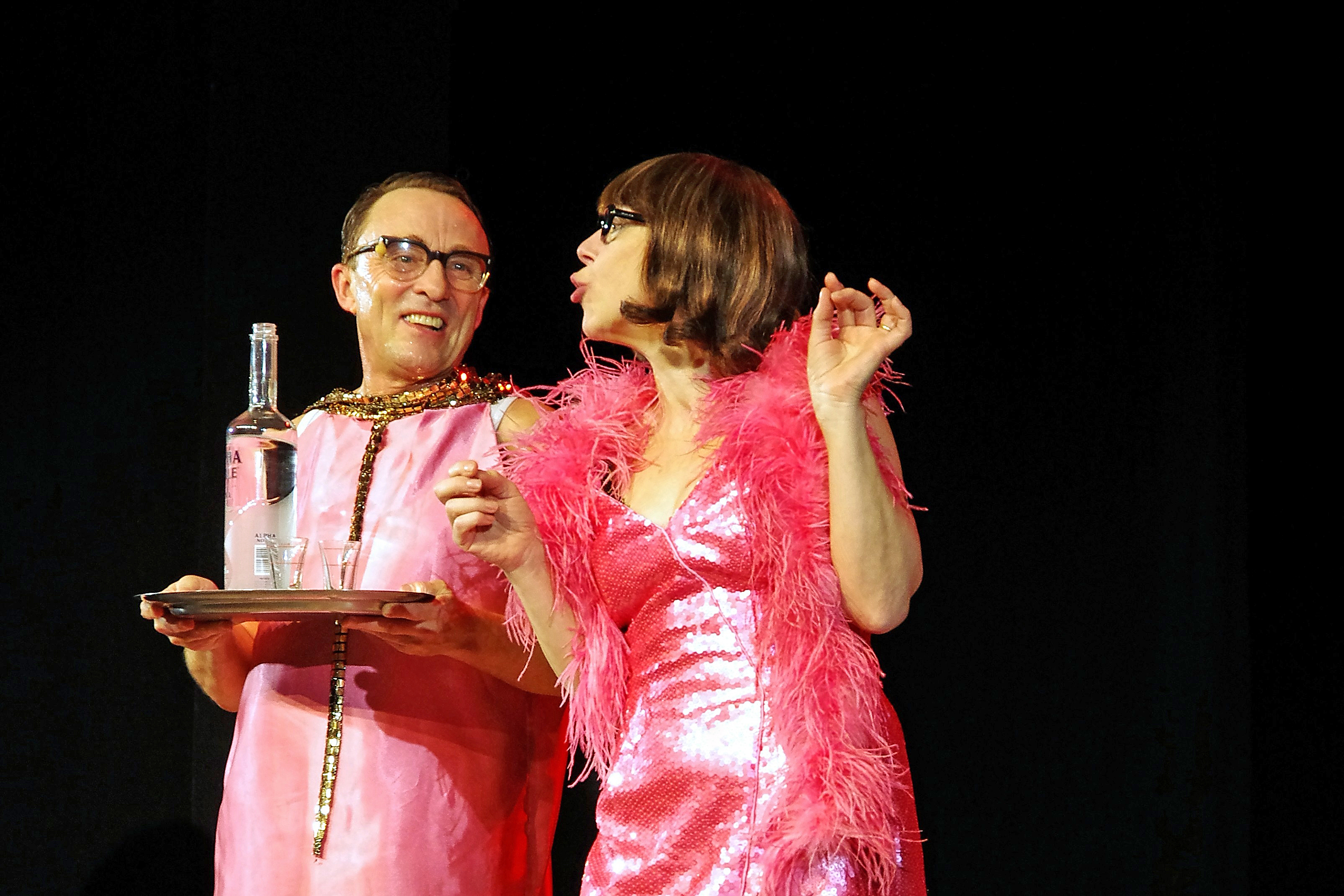
Krissie Illing mit Mark Britton in Costa del Love (2014)

Mit Mark Britton gründete sie 1984 das erfolgreiche Comedy-Duo Nickelodeon, in dem Illing als "Wilma" brilliert und Britton als "William". Diese Charaktere machten sie weltberühmt; sie waren u. a. auf Festivals in Hongkong, Tokio, Nagasaki, Montreal, Vancouver, New York, Amsterdam, Barcelona, Dublin, Edinburgh und London zu sehen.
Schon 1985 erhielten sie in Covent Garden die vom Magazin Time Out und der Village Voice gesponserte Auszeichnung Street Entertainers of the Year. Ein Film über dieses Festival wurde im britischen Channel 4 ausgestrahlt. Daraufhin folgten eine Tour durch die New Yorker Clubs und ein Auftritt auf dem Times Square. 1986 wurde ihr erstes abendfüllendes Bühnenprogramm Did you see that? beim Edinburgh Festival mit der "Critics' Choice" ausgezeichnet.
Ihre Programme "Dinner for Two" (1990) und "Great Lovers in History" (1991) wurden viele hundert Male in Deutschland gespielt (z. B. im Tipi am Kanzleramt). Zudem wurden alle Theaterproduktionen von Nickelodeon in Deutschland vom Fernsehen aufgezeichnet.
1999 hatte Krissie Illing innerhalb eines Varieté-Programms ihren ersten Solo-Auftritt im GOP Varieté Essen.
Ihr Ein-Personen-Stück "Wilmas wunderbarer Waschsalon" hatte seine Uraufführung in Vaour im Theater La Commanderie. Das Stück lief lange in Frankreich, Deutschland und der Schweiz und wurde etwa auch in der ufaFabrik in Berlin aufgeführt. Nicht nur in Deutschland trat sie im Fernsehen auf (z. B. "Horst pass auf", "Lachen mit Lars", Kurt Krömer Show und "Immer wieder sonntags"), sondern auch in der Schweiz ("Comedy im Casino" und "Arosa Humor Festival" übertragen im DRS).
Sie war 2005 als Stargast in der Geburtstagsgala für Dieter Hallervorden "Mit 70 hat man noch Träume!" in der ARD zu sehen und in der Silvestergala von Arte.
Den Berlin-Preis, der erstmals 2003 vergeben wurde, hat Krissie Illing ebenfalls aus den Händen von Dieter Hallervorden erhalten, und zwar beim großen Kleinkunstfestival des Kabarett-Theaters Die Wühlmäuse. 2004 folgte ihre zweite abendfüllende Solo-Schau "Wilma's Jubilee". Außerdem bildete sie mit Astrid Gloria (damals "Hertha Schwätzig") das Duo "Wilde Weiber". Die beiden gingen zwischen 2002 und 2008 mehrmals gemeinsam auf Tournee und spielten zusammen die "Comedy Ladies Night".
Im Zeitraum von 2006 bis 2008 gab Krissie Illing mehrmonatige Gastspiele im US-amerikanischen Teatro ZinZanni sowohl in San Francisco als auch in Seattle. Seit 2009 geht sie regelmäßig mit Gerburg Jahnke auf Tournee. Im Rahmen des Programms »Gerburg Jahnke lädt ein ... ma gucken wer kommt« hatte Krissie Illing einen Gastauftritt bei den Ruhrfestspielen 2010 in Recklinghausen. Ebenfalls im Jahre 2010 erhielt sie eine Auszeichnung in Frankreich: beim "Festival d'humour de de café théâtre" in Rocquencourt gewann sie den Publikumspreis.
Seit 2005 steht sie auch wieder als „Wilma“ im Nickelodeon-Duo mit Mark Britton auf den Bühnen, sowohl mit einer aktualisierten Fassung von Great Lovers in History als auch mit Christmas Dinner for Two, ihrem Weihnachtsprogramm, z. B. im Senftöpfchen in Köln. Ab 2012 läuft ihr gemeinsames neues Stück "Costa del Love" (z. B. in den Fliegenden Bauten Hamburg oder im Düsseldorfer Kom(m)ödchen).
Besondere Bekanntheit erlangte Krissie Illing als Imitatorin von Königin Elisabeth II.; in dieser Rolle war sie etwa in der Spezialausgabe der Kindersendung 1, 2 oder 3 auf ZDFtivi anlässlich der Olympischen Spiele 2012 in London zu sehen. Sie verbindet ihre skurrile Parodie mit unterschiedlichen Tanzstilen, wobei die Queen zum „Go-go-Girl“ mutiert.

## Bühnenprogramme (Auswahl)

### Nickelodeon-Tourneen
- 1986 Did you see that?
- 1990 Dinner for Two
- 1991 Great Lovers in History
- 1999 Christmas Dinner for Two
- 2012 Costa del Love

### Solo-Tourneen
- 1999 Waiting with Wilma
- 2000 Wilmas wunderbarer Waschsalon
- 2004 Wilma's Jubilee

### Weitere Tourneen

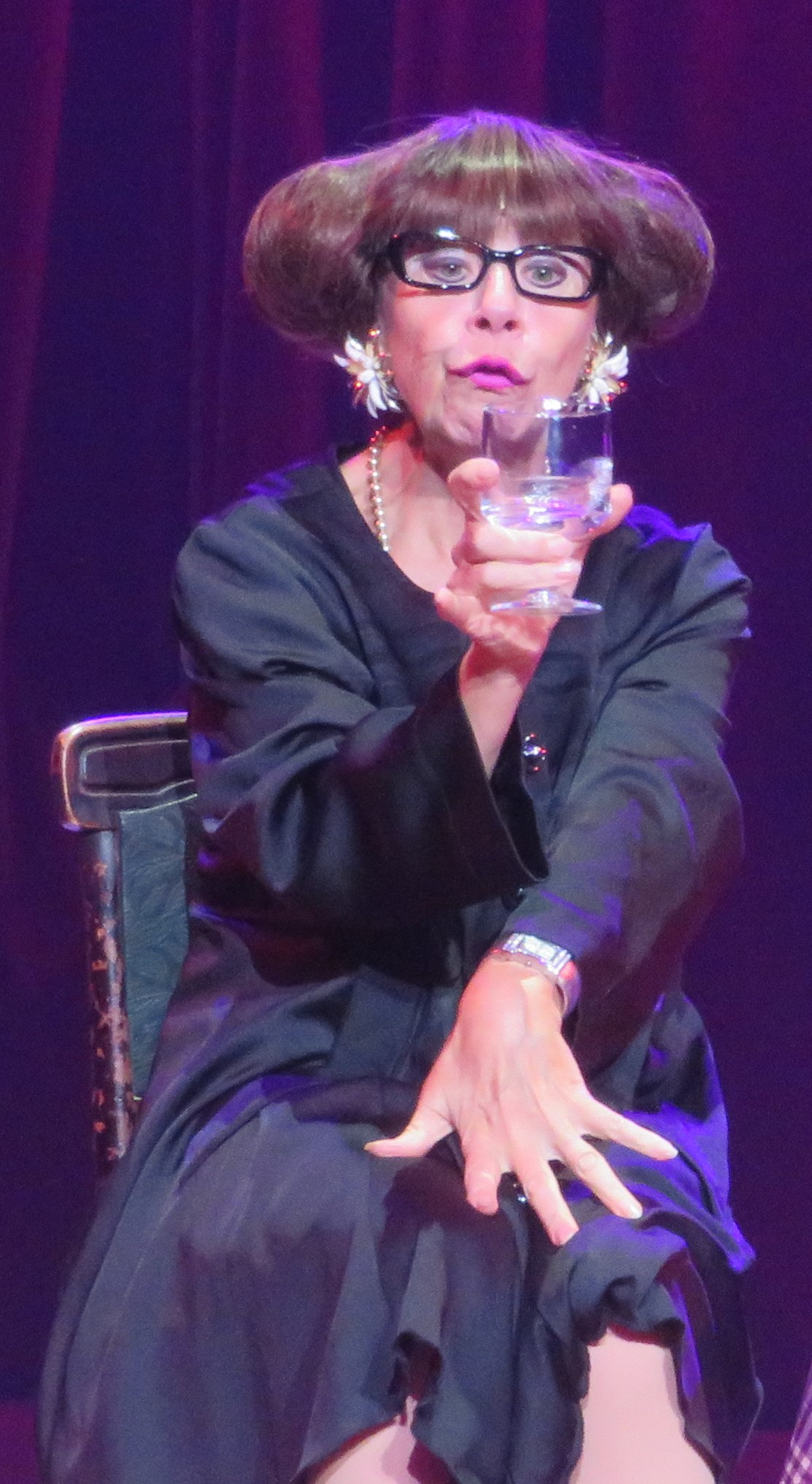
2022 im Circus Roncalli

- 2002–2007 Comedy Ladies Night; mit Astrid Gloria
- seit 2009: Frau Jahnke hat eingeladen; mit Gerburg Jahnke
- 2022 Circus Roncalli

## Auszeichnungen
- 1985 Time Out Entertainer's Festival, Covent Garden Street Entertainer of the Year, erster Preis
- 1986 Edinburgh Festival: Preis der Kritiker
- 2003 Das große Kleinkunstfestival, Berlin-Preis
- 2010 Publikumspreis beim Festival d'humour et de café théâtre in Rocquencourt

## Fernseh-Auftritte (Auswahl)
- Dieter Hallervorden – Mit 70 hat man noch Träume, Geburtstagsgala am 5. September 2005 in der ARD
- "Krissie Illing hat ein Date" (im WDR, auf Youtube) Krissie Illing im WDR (Memento vom 1. November 2015 im Internet Archive)
- Comedy-Duo Nickelodeon (Sat.1, Regional, 3. Juli 2013) Nickelodeon auf Sat.1
- Nickelodeon – „Great Lovers in History“ auf TV Berlin